# 阿瑟·利希特
阿瑟·詹姆斯·利希特（Arthur James Lichte，1949年4月20日—），美国空军四星上将。

## 生涯
阿瑟·詹姆斯·利希特将军在纽约市布朗克斯长大，并毕业于斯佩尔曼枢机主教高中。1971年，自曼哈顿学院畢業后加入美国空军。在服役期间，他的飞行记录超过4000小时，驾驶包括C-17、C-20、C-21、C-32、C-37、C-130、EC-121、KC-10、KC-135、UH-1N和VC-137。此外他还在战略空军司令部、美国空军机动司令部和美国运输司令部服役。
2007年9月至2009年11月20日，他最后服役于美国空军机动司令部，并担任司令；目的是为美军提供迅速、全球的机动性和支持。2010年1月1日，他从美国空军退休，服役时间超过38年。

## 主要勋章
| Bronze oak leaf cluster · Bronze oak leaf cluster                           | 空军杰出服役勋章，带两颗橡树叶束 |
|                                                                             | 國防高階服役勳章                 |
| Bronze oak leaf cluster                                                     | 功勋勋章，带一颗橡树叶束         |
| Bronze oak leaf cluster · Bronze oak leaf cluster · Bronze oak leaf cluster | 美军功绩奖章，带三颗橡树叶束     |
|                                                                             | 法国国家功绩骑士勋章             |